# Andrzej Fedorowicz (polityk)
Andrzej Fedorowicz (ur. 30 grudnia 1950 w Łomży) – polski polityk, technik weterynarii, poseł na Sejm RP IV i V kadencji.

## Życiorys
W 1969 ukończył technikum weterynaryjne. Do 1978 pracował w lecznicy dla zwierząt, a następnie m.in. w ZOKM Białystok.
Od 1980 był członkiem NSZZ „Solidarność”. W wyborach parlamentarnych w 1993 bez powodzenia kandydował do Senatu z ramienia Narodowego Komitetu Wyborców w województwie łomżyńskim, a w wyborach w 1997 do Sejmu z listy Narodowo-Chrześcijańsko-Demokratycznego Bloku dla Polski w województwie białostockim. W wyborach samorządowych w 1998 bezskutecznie ubiegał się o mandat radnego sejmiku podlaskiego z listy komitetu Rodzina Polska. W 1999 został prezesem okręgu Stronnictwa Narodowego. W 2001 przystąpił do Ligi Polskich Rodzin. Objął funkcję przewodniczącego władz wojewódzkich oraz przewodniczącego głównej komisji rewizyjnej partii.
W 2001 i 2005 z ramienia LPR uzyskiwał mandat poselski w okręgu podlaskim (otrzymał kolejno 3920 i 12 752 głosów). Od 2005 do 2007 pełnił funkcję zastępcy przewodniczącego Komisji Rolnictwa i Rozwoju Wsi. W 2006 startował na urząd prezydenta Białegostoku, uzyskując 2,16% (1909 głosów, 5. miejsce). W wyborach parlamentarnych w 2007 bez powodzenia ubiegał się o reelekcję (dostał 1821 głosów).
W 2018 otrzymał Krzyż Oficerski Orderu Odrodzenia Polski oraz Krzyż Wolności i Solidarności.